# 8243 Devonburr
A 8243 Devonburr (ideiglenes jelöléssel (8243) 1975 SF1) a Naprendszer kisbolygóövében található aszteroida. Schelte J. Bus fedezte fel 1975. szeptember 30-án.